# Julien Cafaro
Pour les articles homonymes, voir Cafaro.
Ne doit pas être confondu avec Julien Caffaro.
Julien Cafaro est un acteur français né le 7 mai 1957 à Paris.

## Biographie
Julien Cafaro est présent au théâtre depuis le début des années 1980, spécialiste du théâtre de boulevard. Il joue également dans des pièces mises en scène par Alain Sachs, Patrice Leconte ou encore Thomas Le Douarec.
À la télévision, il est apparu notamment dans des épisodes de Maigret, Joséphine, ange gardien, Camping Paradis, Commissaire Magellan.
Au cinéma, on a pu le voir dans les films d'Isabelle Mergault (Je vous trouve très beau) et de Daniel Auteuil (Marius).
Depuis une vingtaine d'années, il est directeur artistique de l'association GAH, qui organise chaque année le Festival des Briardises en Seine-et-Marne.
En 2018, il jouait aux côtés de Victoria Abril dans la pièce Paprika de Pierre Palmade.
En 2021, il ouvre une nouvelle salle de spectacle dans Avignon intramuros, le Théâtre de l'Oriflamme dont il est copropriétaire avec Patrick Zard lui aussi comédien professionnel et metteur en scène.

## Filmographie

### Cinéma
- 1985 : Moi vouloir toi de Patrick Dewolf
- 1993 : Cible émouvante de Pierre Salvadori
- 1993 : Mina Tannenbaum de Martine Dugowson
- 1994 : Priez pour nous de Jean-Pierre Vergne
- 1994 : Le Fabuleux Destin de madame Petlet de Camille de Casabianca
- 1995 : Les Apprentis de Pierre Salvadori
- 1995 : Golden Boy de Jean-Pierre Vergne
- 1996 : Les Palmes de monsieur Schutz de Claude Pinoteau
- 1996 : Comme des rois de François Velle
- 1999 : Sur un air d'autoroute de Thierry Boscheron
- 2003 : Tais-toi ! de Francis Veber
- 2004 : 93, rue Lauriston de Denys Granier-Deferre
- 2005 : Je vous trouve très beau d'Isabelle Mergault
- 2007 : Enfin veuve d'Isabelle Mergault
- 2010 : Donnant donnant d'Isabelle Mergault
- 2013 : Marius et Fanny de Daniel Auteuil

### Télévision

#### Téléfilms
- 1989 : Le Mari de l'ambassadeur de François Velle
- 1992 : Escapade à Paris de Sylvia Hoffman
- 1995 : Cœur de père d'Agnès Delarive
- 1996 : Les Filles du maître de chai de François Luciani
- 1996 : Une semaine au salon de Dominique Baron
- 1996 : Mira la magnifique d'Agnès Delarive
- 1996 : Le Crabe sur la banquette arrière de Jean-Pierre Vergne
- 1997 : Bonnes Vacances de Pierre Badel
- 1997 : Parfum de famille  de Serge Moati
- 1997 : Les Moissons de l'océan de François Luciani
- 1998 : Un amour de cousine de Pierre Joassin
- 1998 : Le Refuge de Christian François
- 1998 : Une cerise sur le gâteau de Patrick Poubel
- 1998 : Mort d'un juge de Laurence Katrian
- 1999 : Au bénéfice du doute de Williams Crépin
- 1999 : Sous l'aile du corbeau de Dominique Tabuteau
- 2000 : La Double Vie de Jeanne d'Henri Helman
- 2000 : L'Algérie des chimères de François Luciani
- 2000 : Villa mon rêve de Didier Grousset
- 2002 : Une Ferrari pour deux de Charlotte Brändström
- 2002 : Double flair de Denis Malleval
- 2002 : Napoléon d'Yves Simoneau
- 2005 : Le Serment de Mado de François Luciani
- 2006 : Hubert et le Chien de Laurence Katrian
- 2006 : Vérités assassines d'Arnaud Sélignac
- 2006 : La Dame d'Izieu d'Alain Wermus
- 2006 : Marie Besnard, l'empoisonneuse de Christian Faure
- 2006 : Les Innocents de Denis Malleval
- 2007 : Hubert et le Chien de Laurence Katrian
- 2007 : Roue de secours de Williams Crépin
- 2007 : À droite toute de Marcel Bluwal
- 2009 : Beauté fatale  de Claude-Michel Rome
- 2012 : Je retourne chez ma mère de Williams Crépin
- 2012 : L'Innocent de Pierre Boutron
- 2012 : À votre service de François Guérin
- 2015 : La Face de Marc Rivière

#### Séries télévisées
- 1991 : Cas de divorce, épisode Fougeret contre Fougeret
- 1992 : Hélène et les Garçons, saison 1, épisode 96 (Diana) : un client de la cafèt' que Johanna embrasse
- 1992 : Aldo tous risques, épisodes Direct au coeur, La guigne et Corps de ballet
- 1993 : Maguy, épisode Boudeau sauvé des us
- 1997 - 2004 : Un homme en colère (8 épisodes) : Charles Duvivier
- 1998 : Docteur Sylvestre, épisode Zone dangereuse
- 1998 : Blague à part, épisodes 5 et 14 : Monsieur Millet le banquier
- 1999 : Marie Fransson, épisode Positif
- 2000 : Maigret, épidode Maigret voit double
- 2001 : PJ, épisode Coupable
- 2002 : Julie Lescaut, épisode 3 saison 11, Jamais deux sans trois d'Alain Wermus : Rippert
- 2002 : Commissaire Moulin, épisode La Fliquette
- 2002 : Les Cordier, juge et flic, épisode Otages
- 2002 : Joséphine, ange gardien, épisode Nadia
- 2003 : Les Cordier, juge et flic, épisode Mort d'un avocat
- 2004 - 2007 : Samantha Oups ! (série) : Baul
- 2005 : Jeff et Léo, flics et jumeaux, épisode Entre deux étages
- 2005 : La Crim', épisode Effets secondaires
- 2005 : Sœur Thérèse.com, épisode Marché conclu
- 2005 : Le juge est une femme, épisode Feu le soldat du feu
- 2006 : Madame le Proviseur, épisode Le secret de madame Jaubert
- 2006 - 2013 : Camping Paradis (9 épisodes) : Hervé
- 2009 : Les Dalton : William Dalton (voix)
- 2011 : Commissaire Magellan d'Étienne Dhaene, épisode Un instant d'égarement
- 2012 : Section de recherches, épisode L'homme aux deux visages : M. Van Loo
- 2012 : Famille d'accueil, épisode Le jugement de Salomon
- 2014 : Le Sang de la vigne, épisode Coup de tonnerre dans les Corbières
- 2015 : Nicolas Le Floch, épisode Le noyé du grand canal
- 2020 : Plus belle la vie : René Didot
- 2022 : Le crime lui va si bien, épisode 6 : Sosie or not Sosie : Didier Trejero

## Théâtre (sélection)
- 1988-1989 : Drôle de couple, mise en scène Jean-Luc Moreau, Théâtre Saint-Georges
- 1992-1994 : Knock de Jules Romains, mise en scène Pierre Mondy, Théâtre de la Porte-Saint-Martin
- 2002 : Panique au Plazza, mise en scène Pierre Mondy, Théâtre des Variétés
- 2003-2004 : La presse est unanime de Laurent Ruquier, mise en scène Agnès Boury, Théâtre des Variétés
- 2005-2006 : Les Héritiers d'Alain Krief, mise en scène Jean-Pierre Dravel, Théâtre Rive gauche
- 2007 : Chacun sa croix de Christophe Barc, mise en scène Thierry Lavat, Comédie Bastille
- 2008-2009 : Croque-monsieur de Marcel Mithois, mise en scène Alain Sachs, Théâtre des Variétés
- 2010 : Le Matelas de Pierre Colin-Thibert, mise en scène Thierry Atlan, Palais des Glaces
- 2012 : La Femme du boulanger de Marcel Pagnol, mise en scène Alain Sachs, Théâtre Hébertot
- 2013 : La Femme du boulanger de Marcel Pagnol, mise en scène Alain Sachs, tournée
- 2014 : Mots d'excuse d'après Patrice Romain, mise en scène Marc Rivière, Théâtre Michel
- 2014 - 2015 : Ouh Ouh d'Isabelle Mergault, mise en scène Patrice Leconte, Théâtre des Variétés
- 2015 : Les Ambitieux de Jean-Pierre About, mise en scène Thomas Le Douarec, Théâtre 14, Le Splendid
- 2016 : Portrait craché de Thierry Lassalle, mise en scène Thomas Le Douarec, Palais des Glaces
- 2017 : Un petit service de Xavier Letourneur, mise en scène Catherine Marchal, Théâtre des 3T, Toulouse
- 2018 : Paprika de Pierre Palmade, mise en scène Jeoffrey Bourdenet, théâtre de la Madeleine
- 2019 : Vive Bouchon ! de Jean Dell et Gérald Sibleyras, mise en scène Éric Laugérias, Le Splendid
- 2020 : Sans rancune de Sam Bobrick et Ron Clarck, mise en scène Jeoffrey Bourdenet, tournée et Théâtre Tête d'or
- 2021 : Les Cachottiers de Luc Chaumar, mise en scène Olivier Macé, tournée
- 2023 : Sans rancune de Sam Bobrick et Ron Clarck, mise en scène Jeoffrey Bourdenet, Théâtre Hébertot
- 2024 : On dînera au lit de Marc Camoletti, mise en scène Jeoffrey Bourdenet, tournée et Théâtre Tête d'or